# Brackenthwaite
Brackenthwaite – przysiółek w Anglii, w Kumbrii, w dystrykcie (unitary authority) Cumberland, w civil parish Buttermere. Leży 41,9 km od miasta Carlisle i 404,6 km od Londynu. W 1931 roku civil parish liczyła 89 mieszkańców.